# Willkommen im Wunder Park
Willkommen im Wunder Park (Originaltitel Wonder Park) ist ein spanisch-amerikanischer Computeranimationsfilm, der von Paramount Animation, Nickelodeon Movies und Ilion Animation Studios produziert wurde. Die Sprechrollen übernahmen unter anderem Brianna Denski, Jennifer Garner und Matthew Broderick.
Der Film lief am 15. März 2019 in den USA an. Deutscher Kinostart war der 11. April 2019. Eine Fernsehserie, die auf dem Film basiert, sollte im selben Jahr auf Nickelodeon erscheinen und wäre damit nach Jimmy Neutron – Der mutige Erfinder und Der tierisch verrückte Bauernhof der dritte Animationsfilm von Nickelodeon Movies, der den Grundstein für eine nachfolgende Serie legt.

## Zusammenfassung
Das kleine Mädchen June hat gemeinsam mit ihrer Mutter einen wunderbaren Modellpark gebaut, der von sprechenden Tieren geleitet wird. Darunter befinden sich der große blaue Bär Boomer, das Wildschwein Greta, die Biberbrüder Gus und Cooper, das Stachelschwein Steve und der Affe Peanut. Nachdem ihre Mutter Krebs bekam und zur Erholung verreist, gibt June das Projekt schweren Herzens auf. Ihr Vater schickt June in ein Camp, aber sie beschließt, nach Hause zurückzukehren. Auf dem Rückweg findet sie im Wald ihren Park wieder – allerdings in Lebensgröße! Er ist jedoch ziemlich heruntergekommen und wird zudem von einer Horde wilder Affen belagert.
Gemeinsam mit ihren tierischen Freunden will June dem Park wieder zu seinem ursprünglichen Glanz verhelfen.

## Synchronisation
| Rollenname | Englische Synchronstimme          | Deutsche Synchronstimme                       |
| ---------- | --------------------------------- | --------------------------------------------- |
| June       | Brianna Denski, Sofia Mali (jung) | Lena Meyer-Landrut, Valentina Bonalana (jung) |
| Mutter     | Jennifer Garner                   | Dorette Hugo                                  |
| Vater      | Matthew Broderick                 | Patrick Winczewski                            |
| Boomer     | Ken Hudson Campbell               | Faisal Kawusi                                 |
| Gus        | Kenan Thompson                    | Lorenz „Lo“ Häberli                           |
| Greta      | Mila Kunis                        | Dagmar Dempe                                  |
| Steve      | John Oliver                       | Gerrit Schmidt-Foß                            |
| Cooper     | Ken Jeong                         | Luc „Leduc“ Oggier                            |
| Peanut     | Norbert Leo Butz                  | Tobias Meister                                |

## Produktion
Die Produktion im Wonder Park begann im September 2014. Im Juni 2015 wurde bekannt gegeben, dass die spanischen Ilion Animation Studios den vollständig animierten 3D-Film produzieren würden. Im November 2015 kündigte Paramount Animation offiziell das Projekt an, das ursprünglich „Amusement Park“ (deutsch: Vergnügungspark) genannt wurde, mit Animator Dylan Brown. Die Stimmen im Film werden von Matthew Broderick, Jennifer Garner, Ken Hudson Campbell (ursprünglich Jeffrey Tambor), Kenan Thompson, Ken Jeong, Mila Kunis, und John Oliver eingesprochen.
Im Januar 2018 wurde berichtet, dass Regisseur Brown von der Produktion von Paramount Pictures entlassen wurde, nachdem ihm Beschwerden über „unangemessenes und unerwünschtes Verhalten“ vorgeworfen wurden. Im April 2018 wurde der Titel des Films von „Amusement Park“ in Wonder Park geändert.

## Veröffentlichung
Der Film wurde in Deutschland am 11. April 2019 von Paramount Pictures in 3D veröffentlicht.
Am 9. Juli 2018 wurde der erste Teaser-Trailer veröffentlicht. Am 3. Februar wurde der Trailer beim Super Bowl ausgestrahlt.

## Fernsehserie
Vor der Veröffentlichung des Films hatte Paramount Pictures angekündigt, dass 2019 auf Nickelodeon eine Fernsehserie erscheinen sollte, die auf dem Film basiert. Damit ist es der dritte Animationsfilm von Nickelodeon Movies – nach Jimmy Neutron: Der mutige Erfinder und Der tierisch verrückte Bauernhof –, von dem eine eigene TV-Serie abgespalten wird.